# Соломка, Афанасий Данилович
Афанасий Данилович Соломка (1787—1872) — генерал-лейтенант, генерал-вагенмейстер, инспектор арсеналов и парков инженерного ведомства.

## Биография
Родился в имении отца в Кролевецком уезде Черниговской губернии в 1786 году и происходил из дворян.
Учился сначала в Новгород-Северском народном училище, а затем в Черниговской гимназии, откуда был выпущен в 1806 году в лейб-гвардии артиллерийский батальон. Закончил же своё образование в артиллерийской школе, куда был определён по протекции Аракчеева.
Произведённый в 1807 году в подпоручики, Соломка был назначен в 15-ю Киевскую артиллерийскую бригаду. Пунктуальный и исполнительный, Соломка сумел снискать расположение знавшего его родителей графа Аракчеева, благодаря которому быстро повышался в чинах.
В 1814 году по просьбе Аракчеева, император Александр I назначил Соломку вагенмейстером своего штаба, а в 1818 году он был произведён в полковники и назначен обер-вагенмейстером Главного штаба. В этой должности Соломка состоял около десяти лет, причём пользовался расположением и доверием государя, дававшего ему иногда очень важные поручения. Так во время своего посещения Екатеринбурга император поручил Соломке рассмотреть дела о ссыльных и по его докладу возвратить из ссылки около 300 человек. В 1816—1818 годах член масонской ложи Избранного Михаила, в которую в это же время входили многие будущие декабристы.
Император Николай I также относился очень благосклонно к Соломке и вскоре после своего восшествия на престол, в 1827 году произвёл его в генерал-майоры и назначил генерал-вагенмейстером Главного штаба.
В 1828—1829 годах Соломка, сопровождая императора Николая I, находился на Дунайском театре военных действий с турками и принимал участие в делах при Сатуново, под Шумлой и при осаде Варны.
По окончании военных действий Соломка вернулся к исполнению должности генерал-вагенмейстера. За беспорочную выслугу 25 лет в офицерских чинах 3 декабря 1834 года ему был пожалован орден Св. Георгия 4-й степени (№ 4939 по кавалерскому списку Григоровича — Степанова).
Вслед за тем Соломка был назначен состоять при великом князе Михаиле Павловиче, а в 1837 году был назначен инспектором арсеналов и парков инженерного ведомства с оставлением по артиллерии и в звании генерал-вагенмейстера.
В 1843 году Соломка был произведён в генерал-лейтенанты, с оставлением во всех занимаемых должностях и продолжал служить ещё более двадцати лет.
Скончался Соломка в Санкт-Петербурге 9 марта 1872 года, похоронен на Смоленском кладбище.
За свою более чем 40-летнюю службу в генеральских чинах он имел все высшие русские ордена до ордена Св. Александра Невского включительно и много иностранных.